# Искра (Ставропольский край)
И́скра — посёлок в Будённовском районе (муниципальном округе) Ставропольского края России.

## География
Располагается вдоль реки Мокрая Буйвола на открытой местности, которую окружают небольшие возвышенности. Посёлок находится в 30 км от города Будённовска, в 153 км к востоку от Ставрополя.

## История
20 июня 1920 года на территории бывших имений братьев Харитоновых, состоявших из 3 хуторов, был образован совхоз № 1 Благодарненского уезда. После сплошной коллективизации совхоз получил название «Большевистская Искра». С развитием совхозного производства стали появляться новые посёлки, они назывались фермами (ферма № 1, ферма № 2 и т. д.).
В 1964 году на основании Указа Президиума Верховного Совета РСФСР все местные фермы были переименованы в посёлки.
До 16 марта 2020 года посёлок Искра являлся административным центром сельского поселения Искровский сельсовет.

## Население
| 1989 | 2002  | 2010  | 2012  | 2014  | 2021  |
| ---- | ----- | ----- | ----- | ----- | ----- |
| 1053 | ↗1091 | ↗1127 | ↘1125 | ↘1100 | ↘1009 |

По данным переписи 2002 года в национальной структуре населения преобладают русские (92 %).

## Инфраструктура
- Администрация муниципального образования Искровского сельсовета
- Центр культуры, досуга и спорта
- Библиотеке. Открыта 10 апреля 1958 года[12]
- Врачебная амбулатория
- Будённовский социально-реабилитационный центр для несовершеннолетних «Искра»
- Железнодорожная станция Искра СКЖД.
- Общественное открытое кладбище площадью 20000 м²[13]

## Учебные заведения
- Средняя общеобразовательная школа № 13. С 1930 года в посёлке Искра существовала семилетняя, а затем девятилетняя школа. Нынешнее здание было построено в 1962 году. В школе обучается 280 детей
- Детский сад № 16 «Искорка» (на 140 мест)

## Экономика
Крупные предприятия и организации отсутствуют. Местный бюджет формируется за счёт налоговых поступлений от средних и мелких крестьянско-фермерских хозяйств. Торговое обслуживание посёлка осуществляют Искровское сельское потребительское общество и частные предприниматели.

## Памятники
- Памятник воинам-землякам, погибшим в годы гражданской и Великой Отечественной войн. 1973 год[14].